# 대한민국 민법 제523조
대한민국 민법 제523조는 무기명채권의 양도방식에 대한 민법 채권법 조문이다.

## 조문
제523조(무기명채권의 양도방식) 무기명채권은 양수인에게 그 증서를 교부함으로써 양도의 효력이 있다.

第523條(無記名債權의 讓渡方式) 無記名債權은 讓受人에게 그 證書를 交付함으로써 讓渡의 效力이 있다.

## 참고 문헌
- 오현수, 일본민법, 진원사, 2014. ISBN 9788963463452
- 오세경, 대법전, 법전출판사, 2014 ISBN 9788926210277
- 이준현 , LOGOS 민법 조문판례집, 미래가치, 2015. ISBN 9791155020869

## 같이 보기
- 어음